# Hemeroplanis parallela
Hemeroplanis parallela là một loài bướm đêm trong họ Erebidae.